# هالة فريز
هالة حسني فريز عودة وتُعرف بـ هالة فريز (25 أكتوبر 1955 - ) دبلوماسية فلسطينية، عملت في البعثات الفلسطينية إلى البرازيل والفلبين كمستشارة. كما عملت سفيرةً لفلسطين لدى السويد بين عامي 2011 و2021.

## حياتها
وُلدت في 25 أكتوبر 1955، وتعمل دبلوماسية منذ عام 1978.
عُينت مستشارة ضمن البعثة الفلسطينية إلى البرازيل عام 1995، وفي عام 2006 عُينت بنفس المنصب ضمن البعثة الفلسطينية إلى الفلبين.
في 9 سبتمبر 2011، قدمت أوراق اعتمادها سفيرةً للسلطة الفلسطينية لدى السويد، وتُعد أول ممثل فلسطيني تمنح السويد رتبة سفير لرئيس الوفد الفلسطيني. في عام 2014، اعترفت السويد بدولة فلسطين، ولاحقًا في 30 يناير 2015، أعادت تقديم أوراق اعتمادها سفيرةً فوق العادة ومفوضة لدولة فلسطين لدى السويد.